# Tyrfofil
Tyrfofil – gatunek, którego występowanie jest związane z torfowiskami. Związek nie jest tu jednak tak silny jak w przypadku tyrfobiontów. Tyrfofile to organizmy preferujące środowisko torfowiskowe, dobrze radzą sobie jednak poza nim. Spotkać je można najczęściej na torfowiskach niskich, w drobnych jeziorach dystroficznych, śródleśnych stawach i sadzawkach. Związek z takim typem środowiska może mieć różny stopień, stąd tyrfofile podzielono na kilka grup, różniących się stopniem związania z tym siedliskiem. 
Wśród typowych tyrfofili występuje wiele taksonów. Należą tu zarówno: pluskwiaki (Gerris lateralis, Notonecta reuteri, Hesperocorixa sp.), chrząszcze (z rodzaju Hydroporus), a także wiele gatunków ważek, niektóre chruściki czy motyle.